# Mont Sugar Loaf
Pour les articles homonymes, voir Sugarloaf.
Le mont Sugar Loaf est une montagne située à Sainte-Lucie-de-Beauregard dans la MRC de Montmagny, dans la région administrative Chaudière-Appalaches. La montagne fait partie du parc régional des Appalaches. Elle culmine à 650 mètres d'altitude.

## Histoire
Le mont Sugar Loaf a déjà compris sur son sommet une tour de guet servant au signalement des feux de forêt.